# Agapornis nigrigenis
L'inseparabile guancenere (Agapornis nigrigenis Sclater, 1906) è un uccello della famiglia degli Psittaculidi.

## Distribuzione e habitat
Questo pappagallo vive nello Zambia, in una zona compresa tra i fiumi Kafue a nord e Zambesi a sud. È stato avvistato, seppur non sia certa una presenza costante, anche in Botswana e in Zimbabwe.